# Krigsminnesmuseet

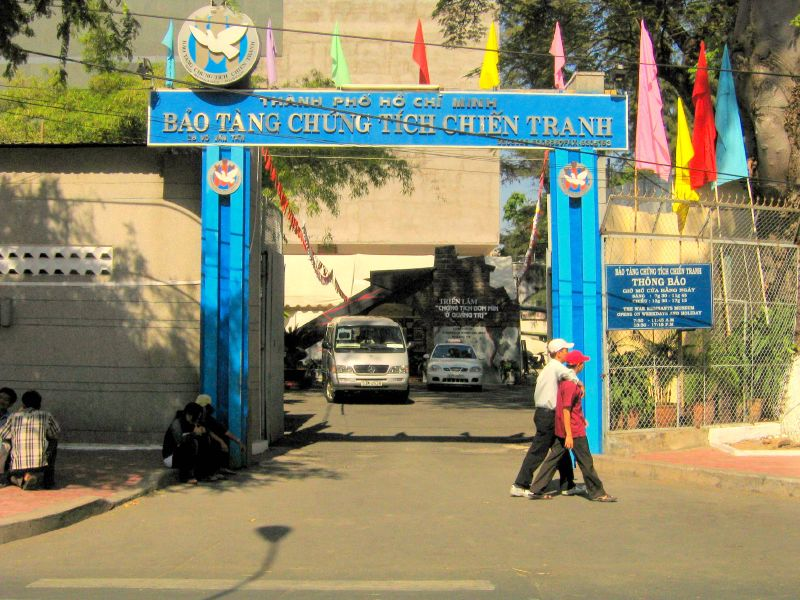
Ingången till museet

Krigsminnesmuseet (engelska: War Remnants Museum, vietnamesiska: Bảo tàng chứng tích chiến tranh) är ett museum i Ho Chi Minh-staden. Tidigare har det hetat The House for Displaying War Crimes of American Imperialism and the Puppet Government [of South Vietnam], Museum of American War Crimes och fram till 1993 War Crimes Museum. Den nuvarande titeln är mindre stötande för turister.